# Христо Марков
Христо Марков (*27. јануар 1965, Димитровград Бугарска) је бивши бугарски свестрани атлетичар. Такмичио се у троскоку где је био најуспешнији и скоку мотком.
Био је олимпијски победник 1988. у Сеулу, светски првак у дворани 1985 у Паризу, на отвореним 1987 у Риму и троструки европски првак два пута на отвореном 1986 у Штутгарту и 1990 у Сплиту, а једном у дворани 1988 у Пиреју.
По завршетку каријере посветио се тренерском позиву. Постигао је велики успех са својом ученицом Терезом Мариновом, јуниорском светском првакињом и рекордерком, победницом Олимпијских игара 2000, светском и европском првакињом.
Заслужни је мајстор спорта.

## Лични рекорди
- на отвореном

троскок — 17,92 м 31. август 1987, Рим Италија
скок мотком — 5,40 м 1. јун 1994, Братислава Словачка
- у дворани

троскок — 17,45 м 6. фебруар 1988, Пиреј Грчка